# St. Georg (Warberg)

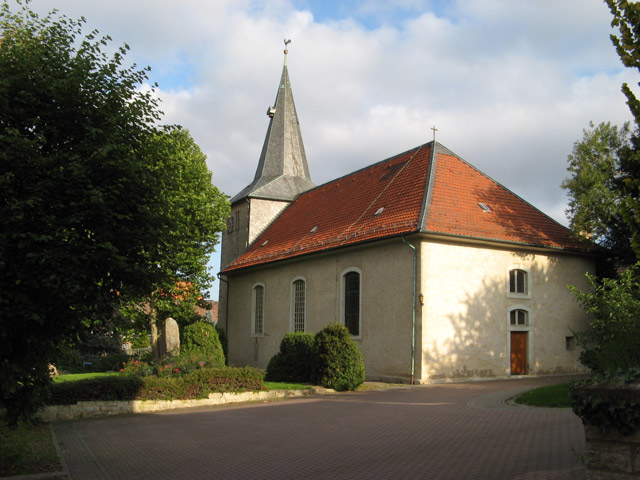
St. Georg

Die evangelisch-lutherische denkmalgeschützte Kirche St. Georg steht in Warberg, einer Gemeinde im Landkreis Helmstedt in Niedersachsen. Die Kirchengemeinde gehört zur Propstei Königslutter der Evangelisch-lutherischen Landeskirche in Braunschweig.

## Beschreibung
Der wuchtige steinerne Kirchturm im Westen wurde 1374 errichtet. Der wachsenden Kirchengemeinde wurde er aber zu klein, deshalb wurde an ihn eine Holzkirche angebaut. Sie wurde 1782 abgerissen, nachdem sie baufällig war. An ihrer Stelle entstand 1782–84 das rechteckige Kirchenschiff. Der Turm ist mit einem achtseitigen, spitzen, schiefergedeckten Helm bedeckt, das Kirchenschiff mit einem Satteldach, das im Osten abgewalmt ist. Im Glockenstuhl des Kirchturms hingen Kirchenglocken, die während des Zweiten Weltkriegs abgeliefert werden mussten. Erst 1951/52 bekommt die Kirche drei neue Glocken und eine Schlagglocke. 
Zur Kirchenausstattung zählt der Kanzelaltar, der Michael Helwig zugeschrieben wird. Am achteckigen Kanzelkorb sind Statuetten der vier Evangelisten angebracht. Seitlich daneben, zwischen den korinthischen Säulen, stehen Petrus und Paulus. Die Orgel wurde 1843 von Wilhelm Boden gebaut.